# Morro Inach
Der Morro Inach ist ein Hügel auf der Livingston-Insel im Archipel der Südlichen Shetlandinseln. Er ragt auf der Landspitze Punta Óscar nördlich des Playa Del Canal auf der Westseite des Kap Shirreff am nördlichen Ende der Johannes-Paul-II.-Halbinsel, auf.
Wissenschaftler der 45. Chilenischen Antarktisexpedition (1990–1991) benannten ihn nach dem Akronym für das Instituto Antártico Chileno (chilenisches Antarktisinstitut).